# Великі Коковичі
Великі Коковичі (рос. Большие Коковичи) — присілок у Лодєйнопольському районі Ленінградської області Російської Федерації.
Населення становить 37 осіб. Належить до муніципального утворення Альоховщинське сільське поселення.

## Історія
Згідно із законом від 20 вересня 2004 року № 63-оз належить до муніципального утворення Альоховщинське сільське поселення.

## Населення
| 2007 | 2010 | 2014 | 2015 | 2016 |
| ---- | ---- | ---- | ---- | ---- |
| 50   | ↘45  | ↘42  | ↘38  | ↘37  |